# Cantone di Vercel-Villedieu-le-Camp
Il Cantone di Vercel-Villedieu-le-Camp era una divisione amministrativa dell'arrondissement di Pontarlier. Fino al 2009 ha fatto parte dell'arrondissement di Besançon.
A seguito della riforma approvata con decreto del 25 febbraio 2014, che ha avuto attuazione dopo le elezioni dipartimentali del 2015, è stato soppresso.

## Composizione
Comprendeva i comuni di:
- Adam-lès-Vercel
- Athose
- Avoudrey
- Belmont
- Bremondans
- Chasnans
- Chaux-lès-Passavant
- Chevigney-lès-Vercel
- Courtetain-et-Salans
- Épenouse
- Épenoy
- Étalans
- Étray
- Eysson
- Fallerans
- Hautepierre-le-Châtelet
- Longechaux
- Longemaison
- Magny-Châtelard
- Nods
- Orsans
- Passonfontaine
- Rantechaux
- Valdahon
- Vanclans
- Vercel-Villedieu-le-Camp
- Vernierfontaine
- Verrières-du-Grosbois